# Vysoká (Mělníki járás)
Vysoká település Csehországban, a Mělníki járásban. Vysoká Mělník, Střemy, Nebužely, Liběchov, Želízy, Lhotka, Dolní Zimoř, Kanina és Kokořín településekkel határos. Lakosainak száma 931 fő (2024. január 1.).

## Népesség
A település lakosságának változását az alábbi diagram mutatja:
| Lakosok száma | 1610 | 1839 | 1700 | 1128 | 911  | 736  | 892  | 911  | 912  | 931  |
|               | 1869 | 1890 | 1921 | 1950 | 1980 | 2001 | 2017 | 2019 | 2022 | 2024 |